# Харина, Варвара Семёновна
Варвара Семёновна Харина — советский хозяйственный деятель, Герой Социалистического Труда. Член КПСС.

## Биография
Родилась в 1916 году в селе Талица.
Окончила курсы трактористов.
В 1931—1934 — лесоруб-сплавщица, в 1935—1946 — трактористка, в 1946—1951 — кладовщица, заведующая сливочным отделом, в 1951—1974 — звеньевая совхоза «Большевик» Залесовского района Алтайского края.
Указом Президиума Верховного Совета СССР от 8 апреля 1971 года присвоено звание Героя Социалистического Труда с вручением ордена Ленина и золотой медали «Серп и Молот».
Делегат XXIV съезда КПСС.
Умерла в 1974 году в селе Большой Калтай.

## Награды и звания
- Герой Социалистического Труда (08.04.1971)
- Орден Ленина (30.04.1966, 08.04.1971)